# نیکلا بورانسکا
نیکلا بورانسکا (انگلیسی: Nikola Buranská؛ زادهٔ مه ۱۹۹۲) مدل اهل جمهوری چک است که تباری یونانی دارد.
وی نمایندهٔ جمهوری چک در رقابت‌های دوشیزه جهان ۲۰۱۴ بود و نفر دوم رقابت‌های دوشیزه شایستهٔ چک ۲۰۱۴ گردید.